# Dávid Mihály (mérnök)
Dávid Mihály (Kevermes, 1937. szeptember 3. – Nyíregyháza, 2022. február) magyar vízépítő mérnök, amatőr meteorológus, a Dávid-naptár atyja.

## Életpályája
Középiskolai tanulmányait a békéscsabai Híd- és Vízműipari Technikumban végezte el. Pályáját a Felső-Tisza-vidéki Vízügyi Igazgatóság gyakorló-technikusaként kezdte. Ezután Fehérgyarmaton és környékén, majd a nyíregyházi központba került, ahol a belvízelvezetés elvi munkáival foglalkozott. Időközben a Budapesti Építőipari és Közlekedési Műszaki Egyetem Általános Mérnöki Karának vízépítő szakán szerzett diplomát. 1969-ben a Szavicsavhoz került, ahol építésvezető lett, majd termelési osztályvezetőként dolgozott. 1972-től a megyei tanács építési és közlekedési osztályán vízügyi csoportvezetőként tevékenykedett. 1974-ben jelent meg először nyomtatásban a Dávid-naptár. 1989–1997 között a megyei mérnöki iroda vezetője volt. 1997-ben nyugdíjba vonult.